# Borolia rosescens
Borolia rosescens là một loài bướm đêm trong họ Noctuidae.